# Communauté Lesneven Côte des Légendes

Ancien Logo de l'intercommunalité

La Communauté Lesneven Côte des Légendes est une communauté de communes française, située dans le département du Finistère, en région Bretagne.
Cette intercommunalité est membre du pôle métropolitain Pays de Brest.

## Historique
La Communauté de communes du Pays de Lesneven et de la côte des Légendes est créée par arrêté préfectoral du 26 décembre 1994 ; elle a pour objet d’associer les quatorze communes membres au sein d’un espace de solidarité en vue de l’élaboration d’un projet commun de développement et d’aménagement de l’espace en milieu rural et littoral.
Les statuts de la communauté de communes ont été révisés en 2016 et validés par arrêté préfectoral.

## Gouvernance

### Liste des présidents
| Période     | Période     | Identité        | Étiquette | Qualité                         |
| ----------- | ----------- | --------------- | --------- | ------------------------------- |
| 1995        | 2014        | Joël Marchadour |           |                                 |
| 2014        | 5 juin 2020 | Bernard Tanguy  | DVD       | Maire du Folgoët (2008-2020)    |
| 5 juin 2020 | En cours    | Claudie Balcon  | DVG       | Maire de Lesneven (depuis 2014) |

### Siège
12, Boulevard des Frères Lumière - 29260 Lesneven.

## Territoire communautaire

### Géographie
Située dans le nord  du département du Finistère, la communauté Lesneven Côte des Légendes regroupe 14 communes et s'étend sur 202,8 km2.

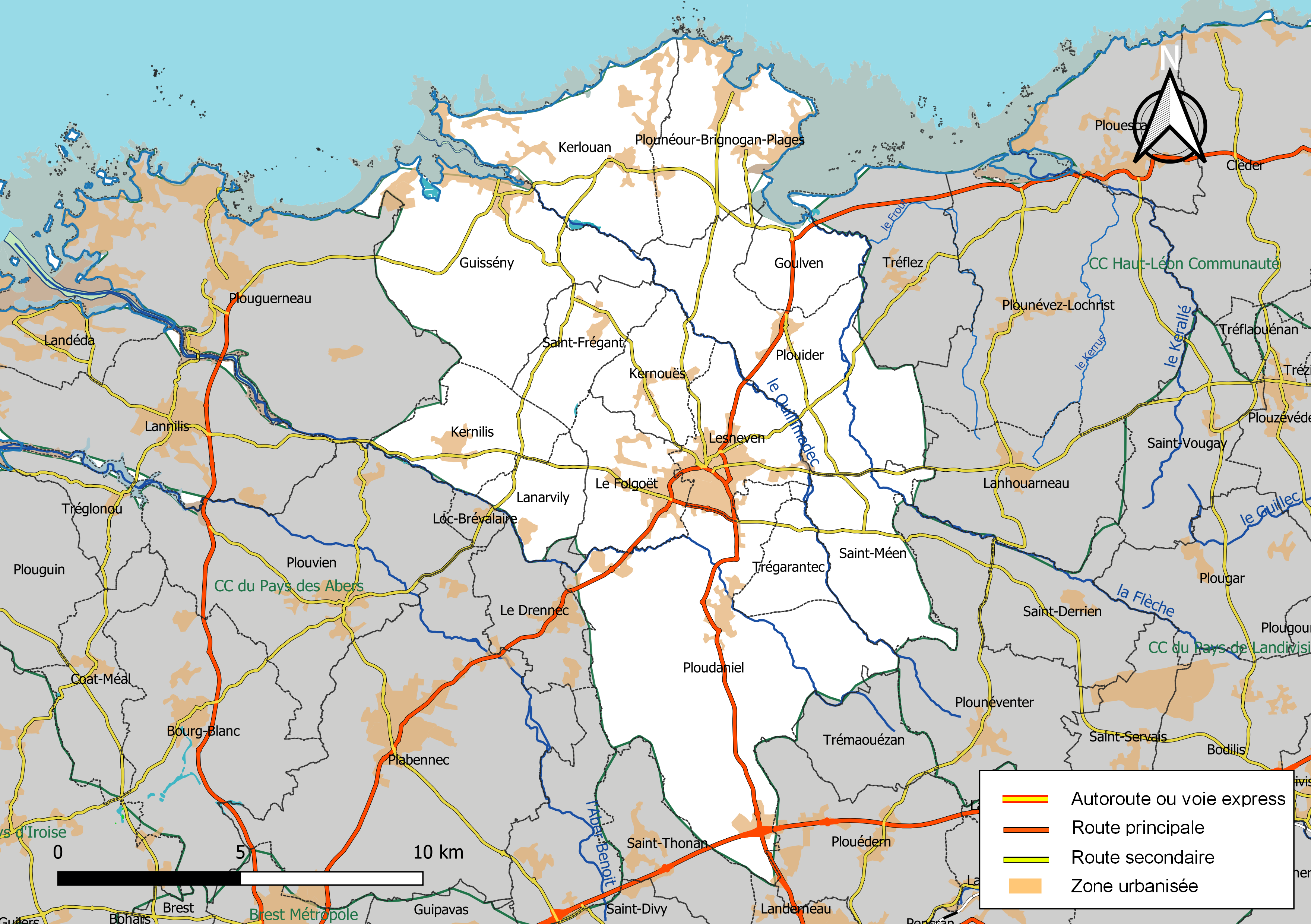
Carte de la communauté Lesneven Côte des Légendes au 1er janvier 2019.

### Composition

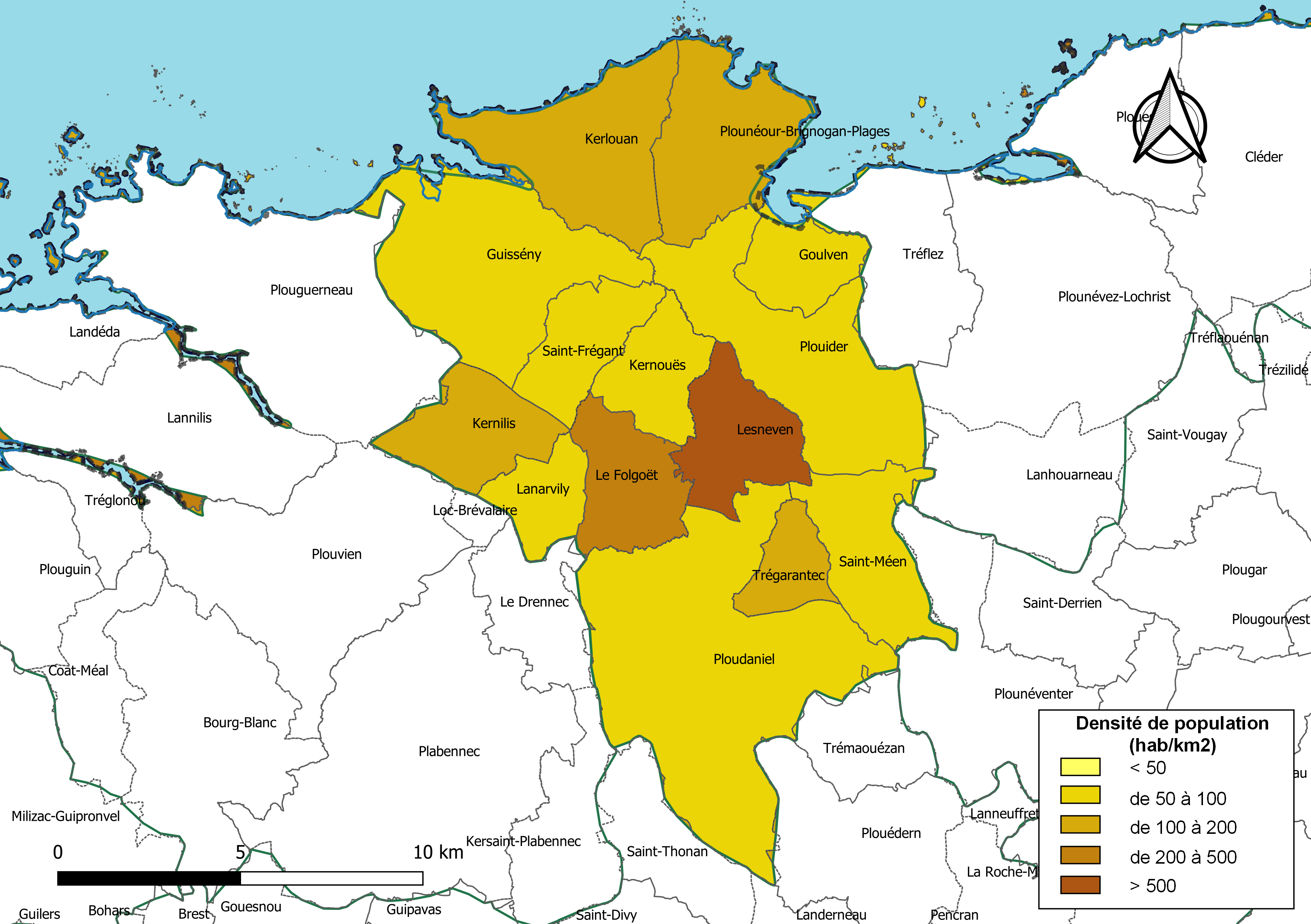
Carte des densités de population (millésimée 2016) des communes de la communauté Lesneven Côte des Légendes. Composition en communes au 1er janvier 2019.

La communauté de communes est composée des 14 communes suivantes :

| Nom                        | Code Insee | Gentilé          | Superficie (km2) | Population (dernière pop. légale) | Densité (hab./km2) |
| -------------------------- | ---------- | ---------------- | ---------------- | --------------------------------- | ------------------ |
| Lesneven (siège)           | 29124      | Lesneviens       | 10,27            | 7 471 (2022)                      | 727                |
| Le Folgoët                 | 29055      | Folgoétiens      | 9,77             | 3 290 (2022)                      | 337                |
| Goulven                    | 29064      | Goulvinois       | 6,38             | 439 (2022)                        | 69                 |
| Guissény                   | 29077      | Guisséniens      | 25,18            | 1 974 (2022)                      | 78                 |
| Kerlouan                   | 29091      | Kerlouanais      | 17,8             | 2 028 (2022)                      | 114                |
| Kernilis                   | 29093      | Kernilisiens     | 10,13            | 1 418 (2022)                      | 140                |
| Kernouës                   | 29094      | Kernouésiens     | 7,78             | 660 (2022)                        | 85                 |
| Lanarvily                  | 29100      | Lanarvilisiens   | 5,92             | 406 (2022)                        | 69                 |
| Ploudaniel                 | 29179      | Ploudaniélois    | 46,28            | 3 738 (2022)                      | 81                 |
| Plouider                   | 29198      | Plouidérois      | 23,63            | 1 801 (2022)                      | 76                 |
| Plounéour-Brignogan-plages | 29021      |                  | 14,28            | 1 955 (2022)                      | 137                |
| Saint-Frégant              | 29248      | Saint-Frégantais | 8,41             | 870 (2022)                        | 103                |
| Saint-Méen                 | 29255      | Mévennais        | 11,74            | 941 (2022)                        | 80                 |
| Trégarantec                | 29288      | Trégarantécois   | 5,21             | 628 (2022)                        | 121                |

## Compétences
Nombre de compétences exercées en 2018 : 26.
La communauté de communes exerce les compétences suivantes :
- Action sur l’emploi par l’aménagement, l’entretien et la gestion de zones d’activités industrielles, commerciales, artisanales (Mescoden à Ploudaniel, Le Parcou à Lesneven, Lanveur à Plounéour-Trez) ou touristiques (Meneham à Kerlouan).
- Participation à l’aménagement à long terme du Pays de Brest avec les autres communautés qui le composent.
- Organisation des lignes spéciales de transport scolaire, exploitation d’un abattoir public en milieu rural, d’un espace multifonctions à vocation sportive, culturelle et socio-économique.
- Action sociale au travers de l’accompagnement des personnes à la recherche d’un emploi, de l’amélioration de l’habitat, de la gestion de la banque alimentaire et du soutien des Restos du cœur.
- Développement d’une politique ambitieuse et concertée en faveur du temps libre des jeunes, soutien prépondérant au centre socioculturel, éducation à la natation et à la voile des scolaires.
- Protection de l’environnement par la collecte sélective, le traitement et la valorisation des déchets ménagers et assimilés des entreprises.
- Participation au développement touristique opéré par les offices de tourisme communaux et le Pays d’accueil touristique des Abers-Côte des Légendes, création d’une boucle de randonnées fédératrice des sentiers communaux et de gîtes d’étape.
- Facilitation de l’accès à la culture, des manifestations culturelles et sportives.